# チェロ協奏曲 (矢代秋雄)
チェロ協奏曲は、矢代秋雄が作曲したチェロ協奏曲である。1958年に作曲された交響曲や、1967年のピアノ協奏曲と並んで矢代秋雄の代表作である。

## 概要
このチェロ協奏曲は、1956年にフランスから帰国して3年ほど経った1959年に、NHK交響楽団からの委嘱を受けて作曲し、翌年の1960年に完成された。
1960年の6月24日に公開録音の形式で初演が行なわれたが、同年の秋にNHK交響楽団の海外公演の際にプログラムに加えられ、ワルシャワとローマで演奏された。初演は堤剛のチェロ独奏、岩城宏之の指揮とNHK交響楽団によって行われた。

## 構成
全体は単一楽章で4つの部分で構成される。そして切れ目なく演奏される。演奏時間は約22分。
- 第1部
作品全体の主要な動機と主題を含む長く技巧的な独奏チェロのカデンツァによって開始される。
- 第2部
独奏チェロのレチタティーヴォで開始する。
- 第3部
A-B-Aの三部形式で構成されている。
- 第4部
最も長い部分で、クライマックスを形成する部分である。自由で簡潔なソナタ形式で構成されている。最後には長大なカデンツァが奏され、オーケストラが第1部の最初の部分を回想しながら静かに曲を閉じる。